# Слат, Боян
Боян Слат (нидерл. Boyan Slat; род. 27 июля 1994 года, Делфт, Нидерланды) — нидерландский изобретатель и предприниматель, основатель и глава некоммерческого фонда The Ocean Cleanup.

## Ранние годы
Боян начал проявлять талант изобретателя с ранних лет. В 14-летнем возрасте он
поставил мировой рекорд, запустив 213 водяных ракет одновременно.
Это достижение попало в
книгу рекордов Гиннесса.

## Возникновение интереса к проблеме загрязнения океанов
В 2011 году, в возрасте 16 лет, Боян отдыхал в Греции. Там он обратил внимание на огромное количество пластикового мусора в море. Поэтому в качестве своего выпускного проекта в средней школе он предложил устройство для сбора морского мусора при помощи океанических течений. За этот проект Боян получил в 2012 году приз Делфтского технического университета. В том же году Боян поступил в этот университет, став студентом аэрокосмического факультета. Однако учёба в университете не оставляла достаточно времени для дальнейшей работы над идеей по очистке океанов, поэтому Боян вскоре оставил университет.

## Фонд The Ocean Cleanup
В 2013 году Боян основал свой некоммерческий фонд The Ocean Cleanup, став его главой. Своей основной задачей фонд ставит разработку новых технических решений для
очистки мирового океана от пластикового мусора. С момента своего основания фонду удалось собрать благодаря пожертвованиям 31,5 миллион долларов. Боян Слат рассчитывает, что благодаря новым технологиям половина мусора в Тихом океане будет собрана с минимальными затратами в течение всего 5 лет. Проект должен был стартовать в середине 2018 года запуском одной системы для сбора мусора и выйти на полную мощность к 2020 году. В действительности первая попытка запуска оказалась неудачной, и откорректированная модель была запущена в июне 2019 года; спустя четыре месяца Слат заявил об успехе испытаний и обещал в ближайшие несколько лет перейти к более массовой работе.

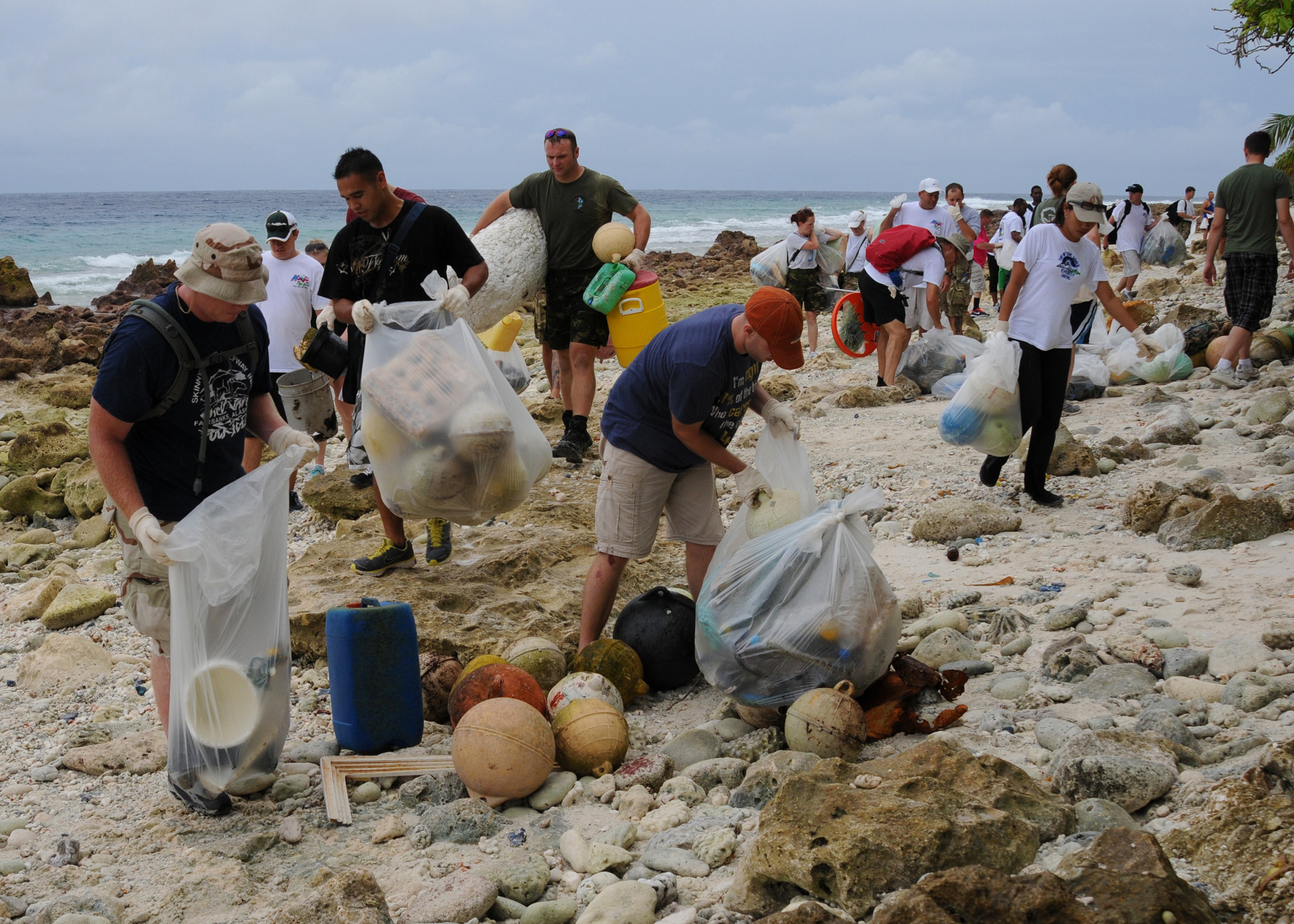
Моряки чистят пляж на острове Диего-Гарсия (архипелаг Чагос)

## Награды и общественное признание
- В ноябре 2014 года программа ООН по окружающей среде отметила Бояна Слата наградой «the Champions of the Earth»[9].
- В 2015 году норвежский король Харальд V удостоил Бояна Слата наградой для молодых изобретателей[10].
- В 2016 году журнал Форбс включил Бояна Слата в свой список "30 до 30-ти"[11].
- Боян Слат был выбран как «Thiel Fellow» в рамках программы, запущенной в 2011 году инвестором и сооснователем платёжной системы PayPal Питером Тилем. Эта программа присуждает приз в размере 100.000 долларов предпринимателям не старше 22 лет, которые оставили или приостановили учёбу с целью работы над своим стартапом[12].
- В феврале 2017 года журнал Ридерз дайджест назвал Бояна Слата «Европейцем года»[13].
- Нидерландский журнал Elsevier присудил Бояну Слату звание «Голландца 2017 года»[14].
- В мае 2018 года канал Euronews назвал Бояна Слата «Европейским предпринимателем года»[15].